# Massimo Paolucci
Massimo Paolucci (ur. 13 grudnia 1959 w Neapolu) – włoski polityk, działacz partyjny, samorządowiec, parlamentarzysta krajowy, deputowany do Parlamentu Europejskiego VIII kadencji.

## Życiorys
Ukończył szkołę średnią, w 1977 wstąpił do Włoskiej Partii Komunistycznej. Był etatowym pracownikiem tego ugrupowania, zajmując różne stanowiska w jego strukturach. Następnie działał w Demokratycznej Partii Lewicy i Demokratach Lewicy. W 1993 został radnym Neapolu, w zarządzie miejskim Antonia Bassolino od 1995 pełnił funkcję asesora, później był zastępcą komisarza ds. gospodarowania odpadami i wodą, pracował też w administracji regionu Kampania.
W 2013 Massimo Paolucci z ramienia Partii Demokratycznej został wybrany do Izby Deputowanych XVII kadencji. W 2014 z listy PD uzyskał mandat europosła VIII kadencji.
W 2017 opuścił PD, dołączając do nowo powołanego ugrupowania pod nazwą Artykuł 1 – Ruch Demokratyczny i Postępowy.